# Барбара Раш
Барбара Раш (англ. Barbara Rush; нар. 4 січня 1927, Денвер, Колорадо, США — пом. 31 березня 2024, Вестлейк-Вілледж, Каліфорнія, США) — американська акторка.

## Життєпис
Навчалася в Каліфорнійському університеті в Санта-Барбарі, водночас граючи в одному з театрів Пасадіни. У 1951 році відбувся її дебют у фільмі «Ґолдберги», а в 1954 році — стала лауреаткою премії «Золотий глобус» у номінації «найбагатообіцяючий новачок серед жінок» за роль у фантастичному фільмі «Воно прийшло з далекого космосу».
У наступні роки з'явилася у фільмах «Капітан Лайтфут» (1955), «Більше ніж життя» (1956), «О, чоловіки, о жінки!» (1957), «Молоді філадельфійці» (1959), а до кінця десятиліття майже повністю перемістилася на телебачення. Серед її телевізійних робіт ролі в серіалах «Фламінго-роуд», «Пейтон Плейс», «Фантастичний острів», «За межею можливого», «Приватний детектив Магнум», «Вона написала вбивство», «Всі мої діти» і «Сьоме небо».
З 1950 по 1955 рік була у шлюбі з актором Джеффрі Гантером, народила сина Крістофера. Її другим чоловіком був публіцист Воррен Ковен, а третім — Джим Грузальскі.

## Вибрана фільмографія
| Рік       |   | Українська назва         | Оригінальна назва            | Роль                        |
| --------- | - | ------------------------ | ---------------------------- | --------------------------- |
| 1951      | ф | Коли світи зіштовхнуться | When Worlds Collide          | Джойс Гендрон               |
| 1954      | ф | Чорний щит Фолворта      | The Black Shield of Falworth | Меґ Фолворт                 |
| 1958      | ф | Молоді леви              | The Young Lions              | Маргарита Фріментел         |
| 1968      | с | Бетмен                   | Batman                       | Нора Клавікл                |
| 1968—1975 | с | Меннікс                  | Mannix                       | Ребека Біґелоу / Селія Белл |
| 1971      | с | Загін «Стиляги»          | The Mod Squad                | місіс Гамільтон             |
| 1973      | с | Вулиці Сан Франциско     | The Streets of San Francisco | Анна Словацька Маршалл      |
| 1983      | с | Лицар доріг              | Knight Rider                 | Елізабет Найт               |
| 1987      | с | Вона написала вбивство   | Murder, She Wrote            | Єва Тейлор                  |

## Нагороди
- Золотий глобус 1954 — «Найбагатообіцяючий новачок серед жінок» («Воно прийшло з далекого космосу»)